# Sokolec (přírodní rezervace)
Sokolec je přírodní rezervace v oblasti Ponitří.
Nachází se v katastrálním území obcí Malá Lehota a Veľké Pole v okrese Žarnovica v Banskobystrickém kraji. Území bylo vyhlášeno či novelizováno v roce 1997 na rozloze 73,2200 ha. Ochranné pásmo nebylo stanoveno.